# گادلشینو
گادلشینو (انگلیسی: Gadelshino) یک شهرک در شهرستان اوچالینسکی استان باشقیرستان کشور روسیه است.